# Ballér Bianka
Ballér Bianka (Balatonboglár, 1993. június 28. –) magyar színésznő. 

## Életpályája
1993-ban született Balatonbogláron, gyermekkorát Balatonlellén töltötte. A fonyódi Mátyás Király Gimnáziumban érettségizett 2013-ban. 2013–2018 között a Színház- és Filmművészeti Egyetem hallgatója volt. 2018-tól a székesfehérvári Vörösmarty Színház tagja.

## Filmes és televíziós szerepei
- Engedetlen (2018)
- Tóth János (2018) – Nyuszifül
- Szép csendben (2019)
- Cseppben az élet (2019) – Álorvosnő
- Apatigris (2021) – Joggingos nő
- Az unoka (2021) – Rendőrnő
- Frici & Aranka (2022) – Cselédlány
- Doktor Balaton (2022) – Andrea
- A mi kis falunk (2022) – Szerkesztő asszisztens
- Csepp barát – (2022) – Babakocsis nő

## Színházi munkái
- 2020 - Jobb félni - avagy egység, kétség, háromság (Fészek Művészklub)
- 2020 - Tragédia 2.0 (Vörösmarty Színház)
- 2020 - Hadar Garlon: Mikve - A megtisztulás fürdője (Vörösmarty Színház)
- 2020 - Ljudmila Ulickaja: Odaadó hívetek, Surik (Vörösmarty Színház)
- 2019 - Molnár Ferenc: Játék a kastélyban (Vörösmarty Színház)
- 2019 - Koronázási szertartásjáték: IV. Béla - Az élet magja
- 2019 - Tána Kusá: Szőnyegbombázó (Esernyős udvar)
- 2019 - Wolfgang Kohlhaase és Rita Zimmer: Hal négyesben (Feketehegy-Szárazréti Közösségi Központ)
- 2019 - Molnár Ferenc: Riviéra (Belvárosi Színház)
- 2019 - Jules Verne–Pavel Kohout: 80 nap alatt a Föld körül (Vörösmarty Színház)
- 2019 - Peter Shaffer: Black Comedy (Vörösmarty Színház)
- 2018 - Madách Imre: Az ember tragédiája (Vörösmarty Színház)
- 2018 - Albert Camus: Caligula (Vörösmarty Színház)
- 2018 - Roland Schimmelpfennig: Az arab éjszaka (Vörösmarty Színház)
- 2018 - Koronázási szertartásjáték: II. András - Csillaghullásban álmodó
- 2018 - Kárpáti Péter: Pájinkás János (Ódry Színpad)
- 2018 - Matei Visniec: A pandamedvék története… (Ódry Színpad)
- 2018 - Szabó Magda: Régimódi történet (Vörösmarty Színház)
- 2017 - Ion Fosse: Halál Thébában (Vörösmarty Színház)
- 2017 - Georg Büchner: Leonce és Léna (Vörösmarty Színház)
- 2017 - A csodát magunktól kell várni, PanoDráma (Trafó)
- 2017 - Telma és Lujza (Ridley Scott: Thelma & Louise című filmje alapján) (Ódry Színpad)
- 2017 - Dosztojevszkij: Bűn és bűnhődés (Szkéné Színház)
- 2017 - Kócosak (Ódry Színpad)
- 2017 - Dragomán György: Kalucsni (Ódry Színpad)
- 2017 - Eduardo de Filippo: A komédia művészete (Ódry Színpad)
- 2016 - Friedrich Schiller: Fondor és szerelem (Ódry Színpad)
- 2016 - Bernard-Marie Koltès: Roberto Zucco (Ódry Színpad)
- 2016 - Térey János: Epifánia (Ódry Színpad)
- 2016 - Hangulatkocsma (Ódry Színpad)
- 2016 - Alfred Jarry: Übü király (Ódry Színpad)
- 2015 - Charlotte Roos–July Zeh: Sárga vonal (Ódry Színpad)
- 2014 - Bertolt Brecht–Kurt Weill: Aki igent mond (Müpa)

## Díjai, elismerései
- Az Ódry Színpad közönségének szavazatai alapján a 2017/2018-as színházi évad legjobb színésznője